# 八峰町立峰浜小学校
八峰町立峰浜小学校（はっぽうちょうりつ みねはましょうがっこう）は、秋田県山本郡八峰町の旧峰浜村域にある公立小学校。

## 概要
- 本校は、八峰町の旧峰浜村域にあった水沢小学校と塙川小学校を統合した学校で、旧峰浜村内唯一の小学校である。
- 校舎は、旧水沢小学校校舎を改築して使用する。

## 沿革
- 2016年（平成28年）4月1日 - 開校。

## 学区
- 八峰町峰浜地区（旧:峰浜村）全域。

## 周辺
- 国道101号
- 沢目神社
- JR五能線沢目駅

## アクセス
- JR五能線沢目駅から、徒歩で約320m・約5分。
- 八峰町役場本庁舎から、車で約835m・約2分。